# Doug Bradley
Douglas William Bradley (Liverpool, 7 september 1954) is een Engels acteur. Hij speelde onder meer het personage Pinhead in de acht Hellraiser-films uitgebracht tussen 1987 en 2005 en tevens diens menselijke vorm Elliot Spencer in Hellbound: Hellraiser II en Hellraiser III: Hell on Earth. Daarnaast had hij rollen in meer dan twintig andere avondvullende films.
Bradley raakte in zijn middelbareschooltijd bevriend met Hellraiser's geestelijk vader Clive Barker. Die regisseerde tevens het eerste deel van wat uitgroeide tot een filmreeks en daarmee Bradleys filmdebuut, hoewel hij daarvoor al wel in Barkers kortfilms Salome en The Forbidden verscheen. In 1990 speelde hij daarbij Dirk Lylesberg in het eveneens door Barker geschreven en geregisseerde Nightbreed en in 2008 Tollington in het door Barker geschreven Book of Blood.
Naast zijn acteerwerkzaamheden schreef Bradley het boek Behind the Mask of the Horror Actor, over diverse 'filmmonsters' en de mensen die deze speelden alsmede de context waarin deze ten tonele verschenen en de fysieke problemen die dergelijke rollen soms met zich meebrengen. Zijn (spreek)stem is tevens te horen op de albums Midian, Nymphetamine, Thornography en Godspeed on the Devil's Thunder van de metalband Cradle of Filth.
Bradley is getrouwd en vader van een zoon en een dochter.

## Filmografie
*Exclusief vijf televisiefilms
| - Back Fork (2019) - Howard Lovecraft and the Kingdom of Madness (2018, stem) - Howard Lovecraft & the Undersea Kingdom (2017, stem) - Howard Lovecraft and the Frozen Kingdom (2016, stem) - Nerd Love (2014) - Shame the Devil (2013) - Scream Park (2012) - Wrong Turn 5: Bloodlines (2012) - Lucifer's Unholy Desire (2012) - Deer Crossing (2012) - The Infliction (2012) - The Reverend (2011) - Jack Falls (2011) - La posesión de Emma Evans (2010) - Umbrage (2009) - Book of Blood (2009) - Ten Dead Men (2008) | - The Cottage (2008) - Hellraiser: Hellworld (2005) - Hellraiser: Deader (2005) - The Prophecy: Uprising (2005) - Dominator (2003, stem) - Hellraiser: Hellseeker (2002) - Hellraiser: Inferno (2000) - An Ideal Husband (1999) - Driven (1998) - La lengua asesina (1996, aka The Killer Tongue) - Hellraiser: Bloodline (1996) - Proteus (1995) - Shepherd on the Rock (1993) - Hellraiser III: Hell on Earth (1992) - Nightbreed (1990) - Hellbound: Hellraiser II (1988) - Hellraiser (1987) |

- Bibliothèque nationale de France: cb14158546j (data)
- Gemeinsame Normdatei: 1233324373
- International Standard Name Identifier: 0000 0000 0133 8477
- Library of Congress Control Number: nb2003050072
- MusicBrainz: 03c07777-1b48-4dcc-9de6-9aed2595bb44
- Nationale Bibliotheek van Tsjechië: xx0162765
- SNAC: w6r23k3v
- Virtual International Authority File: 69138884
- WorldCat: E39PBJy49DKRtHwM9pRvkxtkDq